# 円通寺 (清瀬市)
円通寺（えんつうじ）は、東京都清瀬市にある真言宗豊山派の寺院。

## 歴史
1340年（興国元年）、新田義助の開基である。義助は新田義貞の弟である。
義助は、鎌倉松ヶ岡（現・神奈川県鎌倉市山ノ内）から観音菩薩像を持ち出し、当地で馬が動かなくなったことから、この像を安置する寺を創建したという。この逸話により「駒止観音」と呼ばれている。なお史実の義助は当時中部地方で行動しており、実際には義助の関係者が義助兄弟の菩提を弔うために建てたものと推測される。

## 文化財
- 観世音菩薩立像本尊（清瀬市指定有形文化財 昭和54年4月6日指定）[3]
- 観世音菩薩立像前立（清瀬市指定有形文化財 昭和56年10月1日指定）[4]
- 円通寺長屋門（清瀬市指定有形文化財 昭和56年10月1日指定）[5]

## 交通アクセス
- 東所沢駅より徒歩30分。